# Mariano Agate
Mariano Agate (Mazara del Vallo, 19 mei 1939) was lid van de Siciliaanse maffia. Hij was sinds de jaren 70 de baas van de maffiafamilie in Mazara del Vallo, als opvolger van Mariano Licari. Hij was ook de baas van het mandamento Mazara, met inbegrip van de maffiafamilies van Marsala, Salemi en Vita. Agate was lid van "Iside", een van de machtigste plaatselijke vrijmetselaarsloges.
In de jaren 80 steunde Agate de fractie Corleonesi tijdens de Tweede Maffiaoorlog en werd hij de belangrijkste bondgenoot van Salvatore Riina (ook bekend als Totò Riina) in de provincie Trapani. Hij werd en was ook lid van de Siciliaanse Maffiacommissie.
Agate werd in 1982 gearresteerd voor heroïnehandel. In 1985 werd hij wegens meervoudige moord tot levenslang veroordeeld, onder meer voor de moord op de rechter Giacomo Ciaccio Montalto en de burgemeester van Castelvetrano, Vito Lipari. Agate werd opnieuw gearresteerd in 1992, na een jaar eerder te zijn vrijgelaten. Hij werd tot levenslang veroordeeld voor de moord op de onderzoeksrechters Giovanni Falcone en Paolo Borsellino. 
In de jaren 90 werkten leden van zijn clan samen met de 'Ndrangheta-clan onder leiding van Giuseppe Morabito uit Africo bij de import van hasj uit Marokko en cocaïne uit Latijns-Amerika.
In 2004 werd hij ervan beschuldigd leiding te geven aan een internationale bende van cocaïnehandelaars met verschillende 'Ndrangheta-clans (de Marando, Trimboli en vooral Barbaro-clans uit Platì), ondersteund door zijn zoon Epifanio Agate en Salvatore Miceli, een vluchteling uit Colombia. Hoewel hij gevangenzat onder het strenge regime van artikel 41bis van de Italiaanse wet op het gevangeniswezen, gaf hij zijn zoon aanwijzingen over hoe hij de organisatie moest leiden.